# 简鸿章
簡鴻章（1951年—2019年12月19日），香港的法輪功組織前負責人及发言人，曾任香港法輪大法學會（香港法輪佛學會）会长、香港《大紀元時報》社長、敦煌酒楼集团股东。

## 生平
简鸿章出身于香港简氏家族，是香港中文大學崇基學院的畢業生（1973/數學），亦曾獲哈佛大學。简氏家族曾拥有敦煌酒樓集團，简鸿章担任过该公司股东。
《華爾街日報》報導，2001年兩名美國法輪功修煉者在香港機場被拘留、被拒絕入境香港，簡鴻章指責港府官員有黑名單。2003年，簡鴻章因為台灣學員入境遭阻撓，聯名參與了第一起台灣民眾控告香港政府侵害人權的案件，因為八十名台灣法輪功學員赴香港參加合法的修煉心得交流會，遭到香港政府以暴力方式強制拘留並驅逐出境，多名學員受傷，部分學員與簡鴻章聯名向香港法院控告港府違法。
2019年12月18日，简鸿章突发心血管疾病，被家人連夜送至广华医院治疗，於次日凌晨不治身亡，其会长职位由梁珍接任。